# Open Sud de France 2022
Open Sud de France 2022 là một giải quần vợt thi đấu trên mặt sân cứng trong nhà. Đây là lần thứ 35 giải đấu được tổ chức, và là một phần của ATP Tour 250 trong ATP Tour 2022. Giải đấu diễn ra tại Arena Montpellier ở Montpellier, Pháp, từ ngày 31 tháng 1 đến ngày 6 tháng 2 năm 2022.

## Điểm và tiền thưởng

### Phân phối điểm
| Sự kiện | VĐ  | CK  | BK | TK | Vòng 1/16 | Vòng 1/32 | Q  | Q2 | Q1 |
| Đơn     | 250 | 150 | 90 | 45 | 20        | 0         | 12 | 6  | 0  |
| Đôi     | 250 | 150 | 90 | 45 | 0         | —         | —  | —  | —  |

### Tiền thưởng
| Sự kiện | VĐ      | CK      | BK      | TK      | Vòng 1/16 | Vòng 1/32 | Q2     | Q1     |
| Đơn     | €45,865 | €32,110 | €21,265 | €14,180 | €9,170    | €5,005    | €2,050 | €1,130 |
| Đôi*    | €16,260 | €11,670 | €7,510  | €5,000  | €2,920    | —         | —      | —      |

*mỗi đội

## Nội dung đơn

### Hạt giống
| Quốc gia | Tay vợt               | Xếp hạng1 | Hạt giống |
| -------- | --------------------- | --------- | --------- |
| GER      | Alexander Zverev      | 3         | 1         |
| ESP      | Roberto Bautista Agut | 18        | 2         |
| FRA      | Gaël Monfils          | 20        | 3         |
| GEO      | Nikoloz Basilashvili  | 23        | 4         |
| SRB      | Filip Krajinović      | 36        | 5         |
| KAZ      | Alexander Bublik      | 37        | 6         |
| FRA      | Ugo Humbert           | 40        | 7         |
| BEL      | David Goffin          | 45        | 8         |

- 1 Bảng xếp hạng vào ngày 17 tháng 1 năm 2022.[3][4]

### Vận động viên khác
Đặc cách:
- David Goffin
- Lucas Pouille
- Alexander Zverev[5]

Bảo toan thứ hạng:
- Jo-Wilfried Tsonga

Vượt qua vòng loại:
- Damir Džumhur
- Pierre-Hugues Herbert
- Gilles Simon
- Kacper Żuk

### Rút lui
Trước giải đấu
- Félix Auger-Aliassime → thay thế bởi  Corentin Moutet
- Borna Ćorić → thay thế bởi  Adrian Mannarino
- Arthur Rinderknech → thay thế bởi  Peter Gojowczyk
- Botic van de Zandschulp → thay thế bởi  Mikael Ymer

### Bỏ cuộc
- Gilles Simon

## Nội dung đôi

### Hạt giống
| Quốc gia | Tay vợt               | Quốc gia | Tay vợt                | Xếp hạng1 | Hạt giống |
| -------- | --------------------- | -------- | ---------------------- | --------- | --------- |
| FRA      | Pierre-Hugues Herbert | FRA      | Nicolas Mahut          | 13        | 1         |
| NED      | Matwé Middelkoop      | AUT      | Philipp Oswald         | 81        | 2         |
| ISR      | Jonathan Erlich       | FRA      | Édouard Roger-Vasselin | 108       | 3         |
| KAZ      | Aleksandr Nedovyesov  | PAK      | Aisam-ul-Haq Qureshi   | 112       | 4         |

- 1 Bảng xếp hạng vào ngày 17 tháng 1 năm 2022.

### Vận động viên khác
Đặc cách:
- Robin Bertrand /  Antoine Hoang
- Sascha Gueymard Wayenburg /  Luca Van Assche

Bảo toàn thứ hạng:
- Fabrice Martin /  Jo-Wilfried Tsonga

### Rút lui
Trước giải đấu
- Ivan Dodig /  Marcelo Melo → thay thế bởi  Marcelo Melo /  Alexander Zverev
- Tallon Griekspoor /  Botic van de Zandschulp → thay thế bởi  Denys Molchanov /  David Vega Hernández
- Ilya Ivashka /  Andrei Vasilevski → thay thế bởi  Albano Olivetti /  Lucas Pouille
- Jonny O'Mara /  Ken Skupski → thay thế bởi  Jonny O'Mara /  Hunter Reese

## Nhà vô địch

### Đơn
- Alexander Bublik đánh bại  Alexander Zverev, 6–4, 6–3

### Đôi
- Pierre-Hugues Herbert /  Nicolas Mahut đánh bại  Lloyd Glasspool /  Harri Heliövaara, 4–6, 7–6(7–3), [12–10].